# رودخانه درونه
رودخانه درونه یا کال درونه یا رودخانه فصلی کال درونه نام رودخانه‌ای واقع در شهرستان بردسکن، استان خراسان رضوی و شهرستان طبس، شهرستان بشرویه، شهرستان فردوس، استان خراسان جنوبی است.